# Campionat Mundial de League of Legends 2022
El Campionat Mundial de League of Legends 2022 (en anglès: 2022 League of Legends World Championship) o Worlds 2022 és la 12a edició del campionat mundial per al videojoc multijugador League of Legends, organitzat per Riot Games, el desenvolupador del joc. El torneig té una duració del 29 de setembre al 5 de novembre. Els play-ins es van dur a terme a Mèxic, del 29 de setembre al 4 d'octubre, i el Main Stage se celebra del 7 d'octubre fins al 30 d'octubre, a Nova York i Atlanta, Estats Units. La final es donarà el 5 de novembre a San Francisco, Estats Units. S'han classificat 24 equips d'11 regions per al torneig, en funció de la seva ubicació en campionats regionals i havent disputat una fase d'obertura prèvia, com la Xina, Europa, Amèrica del Nord, Corea del Sud, el Sud-est asiàtic i Vietnam.
El 29 d'agost Riot Games va anunciar i revelar la nova Copa de l'Invocador que es lliurarà al guanyador de la final. Aquest any, el tema principal per al torneig de Worlds 2022 ha sigut "Star Walkin', de Lil Nas X.
Hi participen un total de 24 equips, provinents de les següent regions:
- Europa (LEC): 4 equips
- R.P. de la Xina (LPL): 4 equips
- Corea del Sud (LCK): 4 equips
- Amèrica del Nord (LCS): 3 equips
- Taiwan, Hong Kong, Macau i Sud-est Asiàtic (PCS): 2 equips
- Vietnam (VCS): 2 equips
- Brasil (CBLOL): 1 equip
- Japó (LJL): 1 equip
- Amèrica Llatina/LATAM (LLA): 1 equip
- Oceania (LCO): 1 equip
- Turquia (TCL): 1 equip

| Regió/Server                      | Seed                             | Bombo                            | Equip                            | ID                               | Via de classificació                 |
| Classificats a l'event principal  | Classificats a l'event principal | Classificats a l'event principal | Classificats a l'event principal | Classificats a l'event principal | Classificats a l'event principal     |
| --------------------------------- | -------------------------------- | -------------------------------- | -------------------------------- | -------------------------------- | ------------------------------------ |
| Xina (LPL)                        | 1                                | 1                                | JD Gaming                        | JDG                              | Campió d'estiu                       |
| Xina (LPL)                        | 2                                | 2                                | Top Esports                      | TES                              | Equip amb més punts de campionat     |
| Xina (LPL)                        | 3                                | 3                                | EDward Gaming                    | EDG                              | Campió del torneig classificatori    |
| Corea del Sud (LCK)               | 1                                | 1                                | Gen.G                            | GEN                              | Campió d'estiu                       |
| Corea del Sud (LCK)               | 2                                | 2                                | T1                               | T1                               | Equip amb més punts de campionat     |
| Corea del Sud (LCK)               | 3                                | 3                                | DWG KIA                          | DK                               | Campió del torneig classificatori    |
| Europa (LEC)                      | 1                                | 1                                | Rogue                            | RGE                              | Campió d'estiu                       |
| Europa (LEC)                      | 2                                | 2                                | G2 Esports                       | G2                               | Subcampió d'estiu                    |
| Amèrica del Nord (LCS)            | 1                                | 1                                | Cloud9                           | C9                               | Campió d'estiu                       |
| Amèrica del Nord (LCS)            | 2                                | 3                                | 100 Thieves                      | 100                              | Subcampió d'estiu                    |
| PCS                               | 1                                | 2                                | CTBC Flying Oyster               | CFO                              | Campió d'estiu                       |
| Vietnam (VCS)                     | 1                                | 2                                | GAM Esports                      | GAM                              | Campió d'estiu                       |
| Classificats a la fase d'apertura |                                  |                                  |                                  |                                  |                                      |
| Xina (LPL)                        | 4                                | 1                                | Royal Never Give Up              | RNG                              | Subcampió del torneig classificatori |
| Corea del Sud (LCK)               | 4                                | 1                                | DRX                              | DRX                              | Subcampió del torneig classificatori |
| Europa (LEC)                      | 3                                | 1                                | FNATIC                           | FNC                              | 3r classificat d'estiu               |
| Europa (LEC)                      | 4                                | 2                                | MAD Lions                        | MAD                              | 4t classificat d'estiu               |
| PCS                               | 2                                | 1                                | Beyond Gaming                    | BYG                              | Subcampió d'estiu                    |
| Amèrica del Nord (LCS)            | 3                                | 2                                | Evil Geniuses                    | EG                               | 3r classificat d'estiu               |
| Vietnam (VCS)                     | 2                                | 2                                | Saigon Buffalo                   | SGB                              | Subcampió d'estiu                    |
| Japó (LJL)                        | 1                                | 2                                | DetonatioN FocusMe               | DFM                              | Campió d'estiu                       |
| Oceania (LCO)                     | 1                                | 3                                | Chiefs Esports Club              | CHF                              | Campió del 2n split                  |
| Turquia (TCL)                     | 1                                | 3                                | Istanbul Wildcats                | IW                               | Campió d'estiu                       |
| LATAM (LLA)                       | 1                                | 3                                | Isurus                           | ISG                              | Campió de clausura                   |
| Brasil (CBLOL)                    | 1                                | 3                                | LOUD                             | LLL                              | Campió del 2n split                  |